# Recitar cantando
Recitar cantando es la expresión italiana que designa el nuevo estilo de canto con que fueron compuestas las primeras óperas, a principios del siglo XVII. Con ello se buscaba, entre otras cosas, el renacimiento de la tragedia griega, interpretándose a finales del siglo XVI que las tragedias griegas eran cantadas en toda su extensión, ya fuera por los personajes o por el coro.
La expresión fue utilizada por primera vez en el subtítulo del frontispicio y la «advertencia al lector» de la Rappresentatione di anima e di corpo (1600) de Emilio de' Cavalieri. La advertencia fue probablemente escrita por Alessandro Guidotti, que se ocupó de su preparación para la imprenta (de' Cavalieri era noble, y la costumbre exigía que la gente de su clase delegara en otros ese tipo de actividad), pero la crítica concuerda en que lo escrito refleja fielmente las ideas de De' Cavalieri Después de la introducción, el primer párrafo de la advertencia se titula pues Avvertimenti per la presente Rappresentatione, à chi volesse farla recitar cantando (advertencia para la presente representación, para quien la quiera recitar cantando), y el segundo párrafo, Avvertimenti particolari per chi cantarà recitando: et per chi suonarà.'.
Este nuevo estilo, nacido en los ambientes de la más alta aristocracia romana y florentina, explotaba las posibilidades expresivas ofrecidas por la monodia accompagnata, y se contraponía claramente a la polifonía, generalmente a cinco voces, de un género por otra parte igual de culto y elitista[cita requerida] como era el madrigal. Debe tenerse en cuenta que ya a partir del Orfeo de Monteverdi (1607) el recitar cantando se había ido diferenciando plenamente en lo que luego se denominaría arioso, aria, y recitativo.